# Laupala kauaiensis
Laupala kauaiensis är en insektsart som beskrevs av Otte, D. 1994. Laupala kauaiensis ingår i släktet Laupala och familjen syrsor. Inga underarter finns listade i Catalogue of Life.